# Andreas Schmidt (Politiker, 1970)

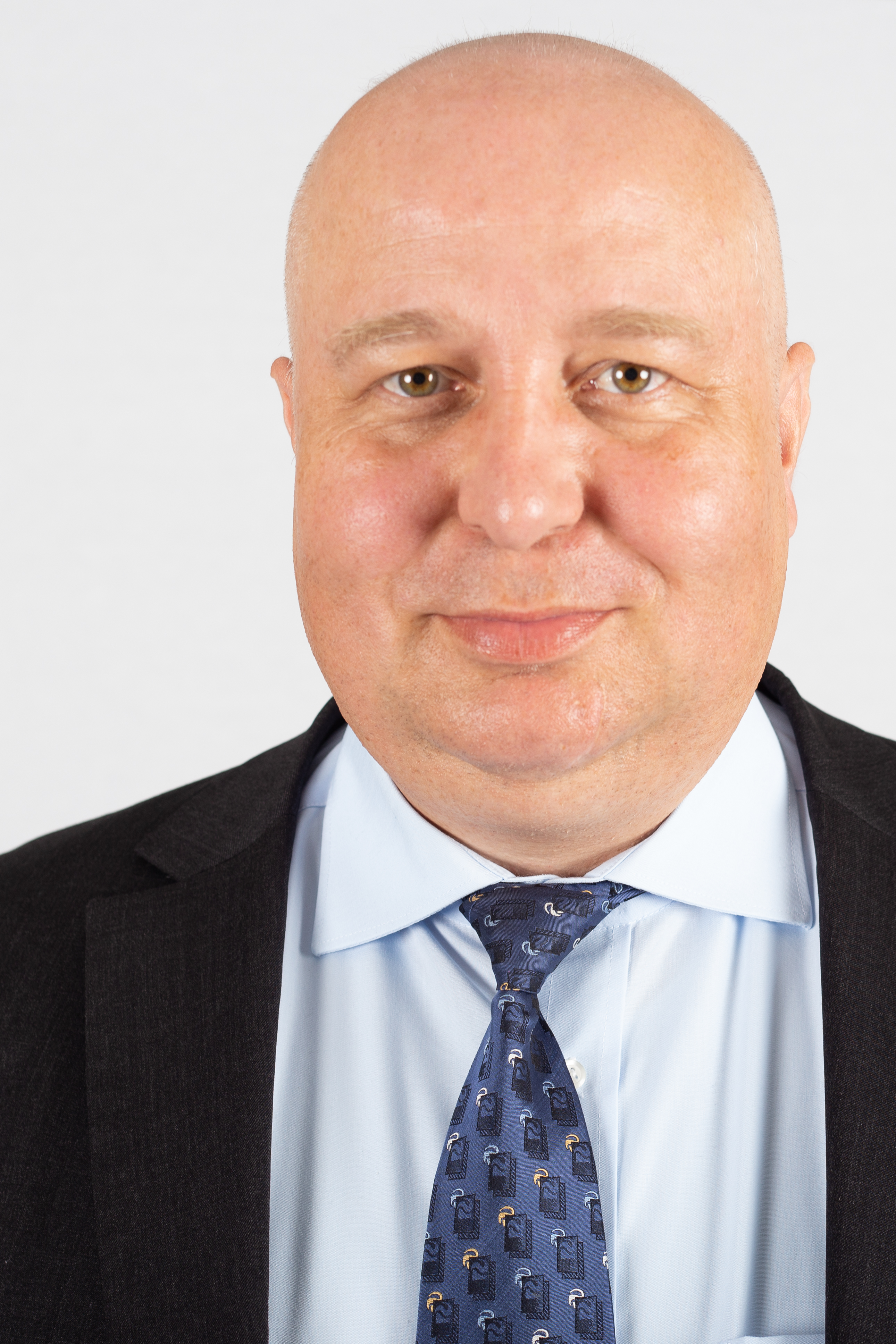
Andreas Schmidt (2018)

Andreas Schmidt (* 20. Juni 1970 in Merseburg) ist ein deutscher Politiker (SPD), Abgeordneter im Landtag von Sachsen-Anhalt und seit dem 24. Januar 2020 einer der beiden Vorsitzenden der SPD Sachsen-Anhalt.

## Ausbildung und Beruf
Andreas Schmidt wurde 2002 an der Universität Halle mit einer Arbeit zur Zwangsvereinigung von SPD und KPD in der Provinz Sachsen promoviert. Er war dann von 2003 bis 2007 Geschäftsführer des Kuratoriums „1200 Jahre Halle an der Saale“. Anschließend übernahm er Aufgaben für die SPD-Fraktion im Stadtrat von Halle, zunächst bis 2009 als Mitarbeiter, dann bis 2015 als Geschäftsführer. Im Anschluss daran leitete er das Ministerbüro im Kultusministerium des Landes Sachsen-Anhalt.

## Partei und Politik
Schmidt amtierte von 1995 bis 2003 als Juso-Vorsitzender in Halle und bekleidete in den Folgejahren verschiedene Parteiämter in der SPD. Er gehörte dem Stadtrat von Halle in den Jahren 1999 bis 2009 an.
Schmidt erhielt bei der Landtagswahl in Sachsen-Anhalt 2016 ein Mandat über die Landesliste seiner Partei. Bei der Landtagswahl in Sachsen-Anhalt 2021 wurde er erneut über die Landesliste der SPD ins Parlament gewählt. Im Landtag ist er Mitglied des Ausschusses für Finanzen sowie des Ausschusses für Landesentwicklung und Verkehr.
Am 24. Januar 2020 wurde Schmidt neben Juliane Kleemann zum Vorsitzenden der SPD Sachsen-Anhalt gewählt.